# Johann Friedrich Seyfart
Johann Friedrich Seyfart (né en 1727 à Halle-sur-Saale et mort le 30 juin 1786 dans la même ville) est un auditeur régimentaire prussien, écrivain, généalogiste et héraldiste.

## Biographie
Johann Friedrich Seyfart étudie à Halle, puis reste un certain temps à Erlangen avant de travailler comme auditeur pour le 3e régiment d'infanterie (de) "Anhalt-Bernburg" stationné à Halle et comme inspecteur du gouvernement.
Les écrits qu'il écrits sont de nature militaire, géographique et culturelle.
Les premières tentatives de présentation systématique des généraux prussiens sont faites par Johann Friedrich Seyfart, qui publie en 1767 une série d'histoires de régiments prussiens, en rassemblant en annexe les biographies de tous les officiers de ces régiments.

## Publications
- Allgemeine Geschichte der Erdbeben, Adam Jonatan Felsseckers seel. Erben, 1756.
- Gegenwärtiger Staat von Holland […], Nuremberg, 1756.
- Entwurf einer allerneusten Beschreibung des Königreichs Böhmen [...], Francfort et Leipzig, 1757  (Digitalisat).
- Gegenwärter Staat von Engelland: Darin nicht allein die alte und neue Geschichte dieses Königreichs kürzlich abgehandelt, sondern auch von dessen gegenwärtigen Staats Verfassung, Macht, Handlung zuverlässige Nachricht gegeben wird, A.J. Felsseckers Erben, 1757. (Digitalisat).
- Kurzgefassete Geschichte aller königlichen preussischen Regimenter: welche bis in den Februar 1759 fortgesetzt […], 1759. (Digitalisat).
- Kurz gefassete Geschichte aller Kaiserlichen Königlichen Regimenter zu Pferde und zu Fuß welche bis auf das Jahr 1759 fortgesetzet Frankfurt/Leipzig 1760 Google Book
- Kriegsgeschichte der Preussen von dem Jahre 1655 bis 1763. Schröter, Philipp von, Leipzig, 1764.
- J.F. S. Geschichte des seit 1756 in Deutschland und dessen angrenzenden Ländern geführten Krieges, in welcher nicht allein alle merkwürdigen Kriegsbegebenheiten mit unparteiischer Feder beschrieben, und durch beigefügte richtige Abrisse aller Belagerungen Schlachten u.s.w. erläutert, sondern auch von den vornehmsten Generälen und anderen in diesem Kriege bekannt gewordenen Personen die Lebens- und andere merkwürdige Umstände angeführt werden. Mit Kupferstichen, 6 Bände, Francfort et Leipzig, 1758–1765.
- Vollständige Geschichte aller Königlichen Preussischen Regimenter von ihrer Errichtung an bis auf gegenwärtige Zeit. Halle: Johann Gottfried Trampe, 1767.
- Handbuch der neuesten Genealogie, welches aller jetzigen europäischen Potentaten und der geistlichen und weltlichen Fürsten Stammtafeln nebst einem Verzeichniße der regierenden Grafen des Heil. Röm. Reichs und des Cardinals-Collegii enthält / Aufs neue durchgesehen, verbeßert und vermehrt, von Johann Friedrich Seyfart, Gabriel Nikolaus Raspe, Nürnberg 1768 (Digitalisat) Digitalisat Bibliothèque universitaire et d'État de Saxe-Anhalt (de)
- Historisch-Genealogische Beschreibung des hochadelichen Geschlechts von Gohr, Ife, Weißenfels 1769  (Digitalisat).
- Der durchlauchtigen Welt vollständiges Wappenbuch, Volume 2, Teil 3, Nuremberg 1771, Tafel 142.
- Unpartheyische Geschichte des bayerschen Erbfolgekriegs. Leipzig 1780 (Digitalisat).
- Lebens- und Regierungs-Geschichte Friedrichs des andern Königs in Preussen, Leipzig 1788. Teil 1, Teil 2, Teil 3.